# Крейцберга, Зане
Зане Крейцберга (латыш. Zane Kreicberga; 26 июня 1971 — 11 июня 2024, Рига) — латвийский театральный режиссер и театровед. Ассоциированный профессор Латвийской академии культуры. Лауреат премии Ночь лицедеев (1998) и Большой музыкальной награды (2010).

## Биография
Зане Крейцберга родилась 26 июня 1971 года. В 1997 году окончила актерско-режиссерский факультет Латвийской академии культуры. В 1996 году создала с другими режиссерами первой посткоммунистической волны ассоциацию «Nepanesamā teātra artelis» (1996—1999). В 2007 году получила академическую степень магистра по специальности «Искусство» со специализацией в театральной режиссуре в Латвийской академии культуры.
В 2020 году защитила докторскую степень по специальности «Искусство» (субдисциплина — Теория культуры). С 2000 года работает в Латвийской академии культуры, первоначально в качестве преподавателя сценического движения для актеров и режиссеров, а с 2010 года также преподавала теорию современного театра и менеджмент. Зане Крейцберга поставила спектакли в Латвийском национальном театре, Лиепайском театре, Валмиерском драматическом театре, Латвийском театре кукол, Новом Рижском театре и Независимом театре «Скатуве», несколько камерных опер, а также реализовала ряд независимых проектов по синтезу искусств и концертной режиссуре, в основном в сотрудничестве с Хором Латвийского радио. Была руководителем фестиваля Homo Novus Нового Рижского театра.
В 1998 году стала лауреатом театральной премии Ночь лицедеев за спектакль «Сказочный мир Шута», поставленный в театре «Скатуве», в номинации лучший спектакль для детей. В 2010 году, на Цесисском фестивале искусств, получила Большую музыкальную награду за постановку «Сказка о Курбаду» за лучшее музыкальное исполнение.
Умерла 11 июня 2024 года после тяжелого онкологического заболевания.